# Weltklasse Zürich 2013
Weltklasse Zürich 2013 byl lehkoatletický mítink, který se konal 29. srpna 2013 ve švýcarskem městě Curych. Byl součástí série mítinků Diamantové ligy 2013.

## Výsledky
- Archiv výsledků zde [1]

### Muži
| Disciplína      | 1. místo                     | 2. místo                       | 3. místo                           |
| 100 m           | Usain Bolt 9,90              | Nickel Ashmeade 9,94           | Justin Gatlin 9,96                 |
| 400 m           | LaShawn Merritt 44,13        | Kirani James 44,32             | Pavel Maslák 44,91                 |
| 800 m           | Nick Symmonds 1:43,56        | Marcin Lewandowski 1:43,79     | Ferguson Rotich Cheruiyot 1:44,39  |
| 1500 m          | Silas Kiplagat 3:30,97       | Ayanleh Souleiman 3:31,64      | Nixon Kiplimo Chepseba 3:33,15     |
| 110 m překážek  | David Oliver 13,12           | Ryan Wilson 13,24              | Jason Richardson 13,26             |
| 3000 m překážek | Hillary Kipsang Yego 8:08,03 | Jairus Kipchoge Birech 8:08,72 | Conseslus Kipruto 8:10,76          |
| Skok do výšky   | Bohdan Bondarenko 233 cm     | Konstantinos Baniotis 233 cm   | Mutaz Essa Baršim 233 cm           |
| Skok daleký     | Zarck Visser 832 cm          | Godfrey Khotso Mokoena 811 cm  | Luis Alberto Rivera Morales 809 cm |
| Vrh koulí       | Ryan Whiting 22,03 m         | David Storl 21,19 m            | Dylan Armstrong 21,13 m            |
| Hod diskem      | Gerd Kanter 67,02 m          | Robert Harting 66,83 m         | Ihsan Hadádí 66,07 m               |

### Ženy
| Disciplína     | 1. místo                            | 2. místo                       | 3. místo                   |
| 100 m          | Carrie Russell 10,98                | Alexandria Anderson 11,02      | Verena Sailerová11,21      |
| 200 m          | Shelly-Ann Fraserová-Pryceová 22,40 | Murielle Ahouréová 22,66       | Marija Rjemjeňová 22,67    |
| 800 m          | Eunice Jepkoech Sumová 1:58,82      | Marija Savinovová 1:58,93      | Malika Akkaouiová 1:59,34  |
| 5000 m         | Meseret Defarová 14:32,83           | Tiruneš Dibabaová 14:34,82     | Mercy Cheronová 14:40,33   |
| 400 m překážek | Zuzana Hejnová 53,32                | Kaliese Spencerová 54,22       | Denisa Rosolová 54,99      |
| Skok o tyči    | Silke Spiegelburgová 479 cm         | Fabiana Murerová 472 cm        | Yarisley Silvaová 472 cm   |
| Skok daleký    | Shara Proctorová 688 cm             | Blessing Okagbareová 676 cm    | Ivana Španovićová 673 cm   |
| Vrh koulí      | Valerie Adamsová 20,98 m            | Jevgenija Kolodková 19,97 m    | Michelle Carterová 19,88 m |
| Hod oštěpem    | Marija Abakumovová 68,94 m          | Christina Obergföllová 63,36 m | Linda Stahlová 63,24 m     |